# Agrégation web
Pour les articles homonymes, voir Agrégation.
 (octobre 2021).
Si vous disposez d'ouvrages ou d'articles de référence ou si vous connaissez des sites web de qualité traitant du thème abordé ici, merci de compléter l'article en donnant les références utiles à sa vérifiabilité et en les liant à la section « Notes et références ».
L'agrégation web est l'action de regrouper, sélectionner et, éventuellement, valider des pages concernant un sujet précis et de les présenter, mises en forme, dans un blog ou un outil dédié. C'est l'un des modèles de la curation de contenu.
L'Agrégation Web répond a des besoins forts des internautes :
- disposer de pages web (URL) consacrées à un sujet et éclairées, éventuellement, par des spécialistes ;
- réduire l'investissement nécessaire à la publication construite sur le web ;
- commenter ou critiquer ces pages.

## Perspectives

### Presse
Il n'est pas besoin d'être compétent dans les outils du Web pour créer et faire vivre son agrégat. L'important est l'information et sa validation selon des méthodes et une éthique journalistique. D'autre part, les professionnels des relations avec la Presse comme Marie-Laure Vie n'hésitent pas à parler de « relations avec les curateurs comme on parle de relations presses ».

### Marketing
S'agissant d'un espace média ouvert sur le Web, les stratèges marketing ont intégré immédiatement[réf. souhaitée] le potentiel des outils d'agrégation et en suivent l'évolution très attentivement. Des outils de mesure d’audience, d’impact et d’engagement sont d'ailleurs mis en œuvre par les services disposant d'une version payante.

### Blogueurs
L'agrégation Web n'est pas la fin des blogs puisque les contenus d'un agrégat sont issus de blogs ou de sites web. Il semble même que la création d'agrégats incite les blogueurs à mieux connaitre et apprécier le contenu de leurs homologues et réciproquement. Par contre, il est possible que les métiers du référencement évoluent afin de prendre en compte les nouvelles exigences nées des outils d'agrégation.
D'après le spécialiste du marketing social Rohit Bhargava, l'agrégation web est l'un des cinq modèles de curation de contenu avec la distillation, l'élévation, le mashup et la chronologie.

## Sémantique du mot agrégation

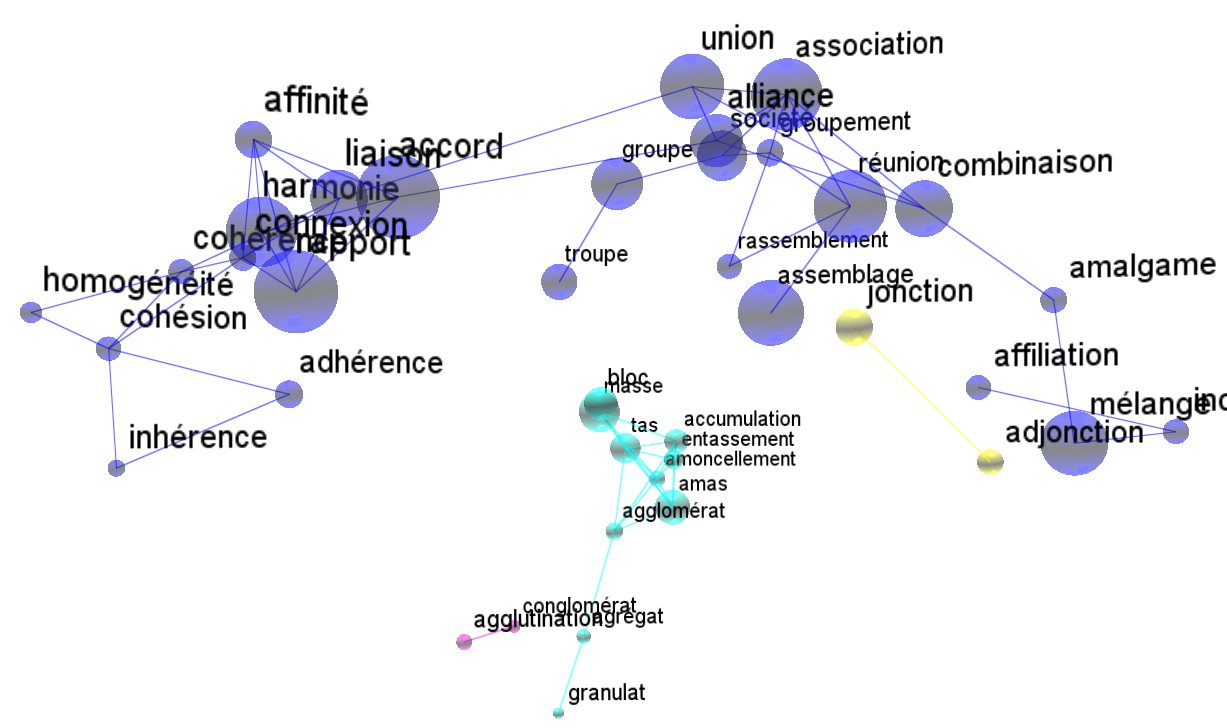
Arcs sémantiques d'agrégation.

Pour apaiser le débat sémantique entre 'curation' et 'agrégat', une étude de proximité sémantique d'Agrégation, employant Prox-It du CNRS-CLLE montre nettement l'adaptation de agrégat ou agrégation a ce nouveau domaine du Web. 
Alors que le curateur désigne, de nos jours, un mandataire de justice ou un commissaire d'exposition, agrégateur apporte l'indispensable aspect social, collaboratif et humain.
Dans le monde anglo-saxon, Aggregator (en) tend aussi à reprendre ses droits.